# Джентрификация
Джентрификацията е процесът на промяна на характера на квартала чрез притока на по-заможни жители и фирми. Това е често срещана и противоречива тема в градската политика и планиране. Джентрификацията често увеличава икономическата стойност на даден квартал, но произтичащото от това демографско изместване може само по себе си да се превърне в основен социален проблем. Джентрификацията често показва промяна в расовия или етническия състав на квартала и средния доход на домакинството, тъй като жилищата и бизнесът стават по-скъпи и ресурсите, които преди това не са били достъпни, се разширяват и подобряват.
Процесът на джентрификация обикновено е резултат от нарастващо привличане към даден район от хора с по-високи доходи, преливащи от съседни градове, малки градове или квартали. По-нататъшните стъпки са увеличени инвестиции в дадена общност и свързаната инфраструктура от фирми за развитие на недвижими имоти, местно правителство или обществени активисти и произтичащо от това икономическо развитие, повишено привличане на бизнес и по-ниски нива на престъпност. В допълнение към тези потенциални ползи, джентрификацията може да доведе до миграция и разселване на населението. В екстремни случаи облагородяването може да бъде предизвикано от икономически балон (изкуствено имитиран просперитет). Някои обаче смятат, че страхът от разселване, който доминира в дебата за джентрификацията, възпрепятства дискусията относно истински прогресивни подходи за разпределяне на ползите от стратегиите за градска реконструкция.